# Urałoczka Jekaterynburg
Urałoczka NTMK Jekaterynburg (ros. Уралочка-НТМК) – żeński klub siatkarski z Rosji powstały w 1966 z bazą w mieście Jekaterynburg, 8-krotny zdobywca Pucharu Europy (obecnie Liga Mistrzyń). Zespół występuje w rosyjskiej Superlidze, od 2001 pod nazwą "Urałoczka NTMK Jekatierinburg".

## Sukcesy
Mistrzostwo ZSRR:
- 1978, 1979, 1980, 1982, 1982, 1986, 1987, 1988, 1989, 1990, 1991
- 1984, 1985

Liga Mistrzyń:
- 1981, 1982, 1983, 1987, 1989, 1990, 1994, 1995
- 1988, 1991, 1996, 1997, 2000, 2003
- 1992, 1993, 2001

Puchar Europy Zdobywczyń Pucharów:
- 1986
- 1985

Puchar ZSRR:
- 1986, 1987, 1989

Mistrzostwo Rosji:
- 1991, 1992, 1993, 1994, 1995, 1996, 1997, 1998, 1999, 2000, 2001, 2002, 2003, 2004, 2005
- 2016
- 2008, 2009, 2012, 2015, 2018, 2019, 2020

Puchar CEV:
- 2009, 2014

Puchar Challenge:
- 2015

## Kadra

### Sezon 2017/2018
- 1.  Walerija Safanowa
- 2.  Ksienija Szramkowa
- 3.  Jekatierina Rusakowa
- 5.  Jelena Irisowa
- 6.  Anastasija Harelik
- 7.  Tatjana Romanowa
- 8.  Jekatierina Czernowa
- 9.  Jekatierina Jenina
- 10. Jekatierina Jewdokimowa
- 11. Hanna Klimiec
- 12. Marija Chałecka
- 13. Ksienija Parubiec
- 15. Jewgienija Boczkarewa
- 16. Jekatierina Karpol
- 17. Margarita Kuriło
- 18. Irina Zadychina
- 20. Natalja Szarszakowa

### Sezon 2016/2017
- 1.  Walerija Safanowa
- 2.  Ksienija Szramkowa
- 3.  Jekatierina Rusakowa
- 5.  Jelena Irisowa
- 6.  Aleksandra Rogulina
- 7.  Natalja Szarszakowa
- 8.  Aleksandra Dimitriewa
- 10. Jekatierina Makarczuk
- 11. Hanna Klimiec
- 12. Marina Babieszyna
- 13. Ksienija Ilczenko
- 15. Jewgienija Boczkarewa
- 16. Jekatierina Woronowa
- 17. Margarita Kuriło
- 18. Irina Żadychina
- 20. Anastasija Czeremisina

### Sezon 2015/2016
- 1.  Walerija Safanowa
- 3.  Jekatierina Rusakowa
- 4.  Jekatierina Czernowa
- 5.  Elena Irisowa
- 6.  Irina Zariażko
- 7.  Natalija Sazhina
- 8.  Sinead Jack
- 9.  Daria Pisarenko
- 10. Jekatierina Makarczuk
- 11. Hanna Klimiec
- 12. Marina Babieszyna
- 13. Ksienija Ilczenko
- 14. Anastasija Kostijlenko
- 15. Jewgienija Boczkarewa
- 16. Jekatierina Woronowa
- 17. Margarita Kuriło

### Sezon 2014/2015
- 1.  Yumilka Ruíz
- 3.  Jekatierina Rusakowa
- 4.  Jekatierina Czernowa
- 5.  Channon Thompson
- 6.  Irina Zariażko
- 8.  Sinead Jack
- 9.  Daria Pisarenko
- 10. Jekatierina Makarczuk
- 11. Anna Matijenko
- 12. Walerija Safanowa
- 13. Ksienija Ilczenko
- 16. Jekatierina Woronowa
- 17. Ludmiła Małofiejewa